# Andreas Mikkelsen
Andreas Mikkelsen (Oslo, 22 juni 1989) is een Noors rallyrijder. Hij komt momenteel uit in het wereldkampioenschap rally voor het fabrieksteam van Hyundai, actief met de Hyundai i20 Coupé WRC. Voorheen was hij vier jaar lang fabrieksrijder bij Volkswagen, en greep met dit team naar zijn eerste WK-rally zege toe in Catalonië, in 2015.

## Carrière

### Vroege carrière

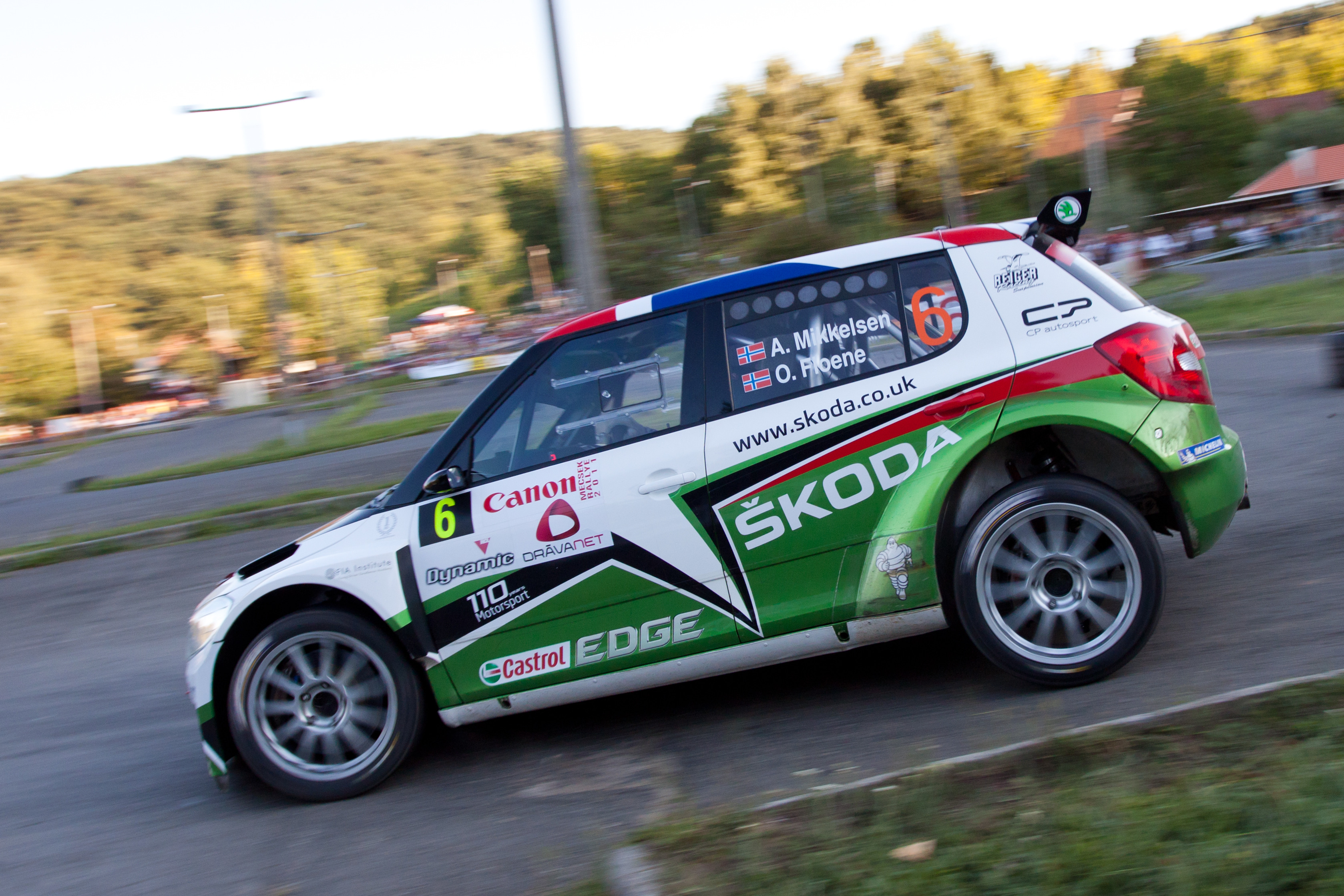
Mikkelsen actief met de Škoda Fabia S2000 in het IRC-seizoen van 2011

Andreas Mikkelsen heeft een brede achtergrond in sporten, onder meer met activiteiten in het Alpineskiën en de motorcross, waarvoor hij in beide in Noorse junioren teams zat. In 2006 debuteerde hij in de rallysport, actief in het Brits rallykampioenschap met een Ford Focus RS WRC. Datzelfde jaar maakte hij ook zijn eerste opwachting in het wereldkampioenschap rally, in Groot-Brittannië, op slechts 17-jarige leeftijd. In 2007 reed hij een programma van acht WK-rally's, met als beste resultaat een tiende plaats in Noorwegen en Portugal, en een negende plaats, daarmee net buiten de punten, in Ierland. Ook in het seizoen 2008 reed hij een soortgelijk programma, waar hij nu met een vijfde plaats in Zweden en een achtste plaats in Catalonië wel punten sprokkelde voor het kampioenschap. In 2009 was hij in mindere mate actief in het WK rally, en reed daarentegen een programma in het Noors kampioenschap. Tijdens een van de rally's was hij betrokken bij een ongeluk waarbij een toeschouwer om het leven kwam.

### 2010-2012: Intercontinental Rally Challenge
In 2010 keerde Mikkelsen terug op de internationale rallypaden door dat jaar deel te nemen aan zeven rondes uit de Intercontinental Rally Challenge met een Ford Fiesta S2000. Zijn beste resultaat was een tweede plaats achter winnaar en kampioen Juho Hänninen tijdens de voorlaatste ronde in Schotland. Hij reed ook drie WK-rally's dat jaar, met als hoogtepunt een tiende plaats in Groot-Brittannië en winnaar in SWRC categorie. Mikkelsen keerde terug in het IRC voor het 2011 seizoen met een Škoda Fabia S2000, ingeschreven door de Engelse importeur (Škoda UK). De eerste seizoenshelft verliep nog wisselvallig, maar Mikkelsen maakte in het tweede deel een opmars in zijn strijd om het kampioenschap. Met opeenvolgende overwinningen in Schotland en Cyprus (waar gescoorde punten werden verdubbeld) versloeg hij uiteindelijk met anderhalve punt Jan Kopecký in het kampioenschap, en schreef hij dus de IRC-titel op zijn naam. In 2012 verdedigde hij bij hetzelfde team zijn titel op succesvolle wijze, door dat jaar op een veel dominantere wijze wederom IRC-kampioen te worden.

### Wereldkampioenschap rally

#### 2011-2016: Volkswagen

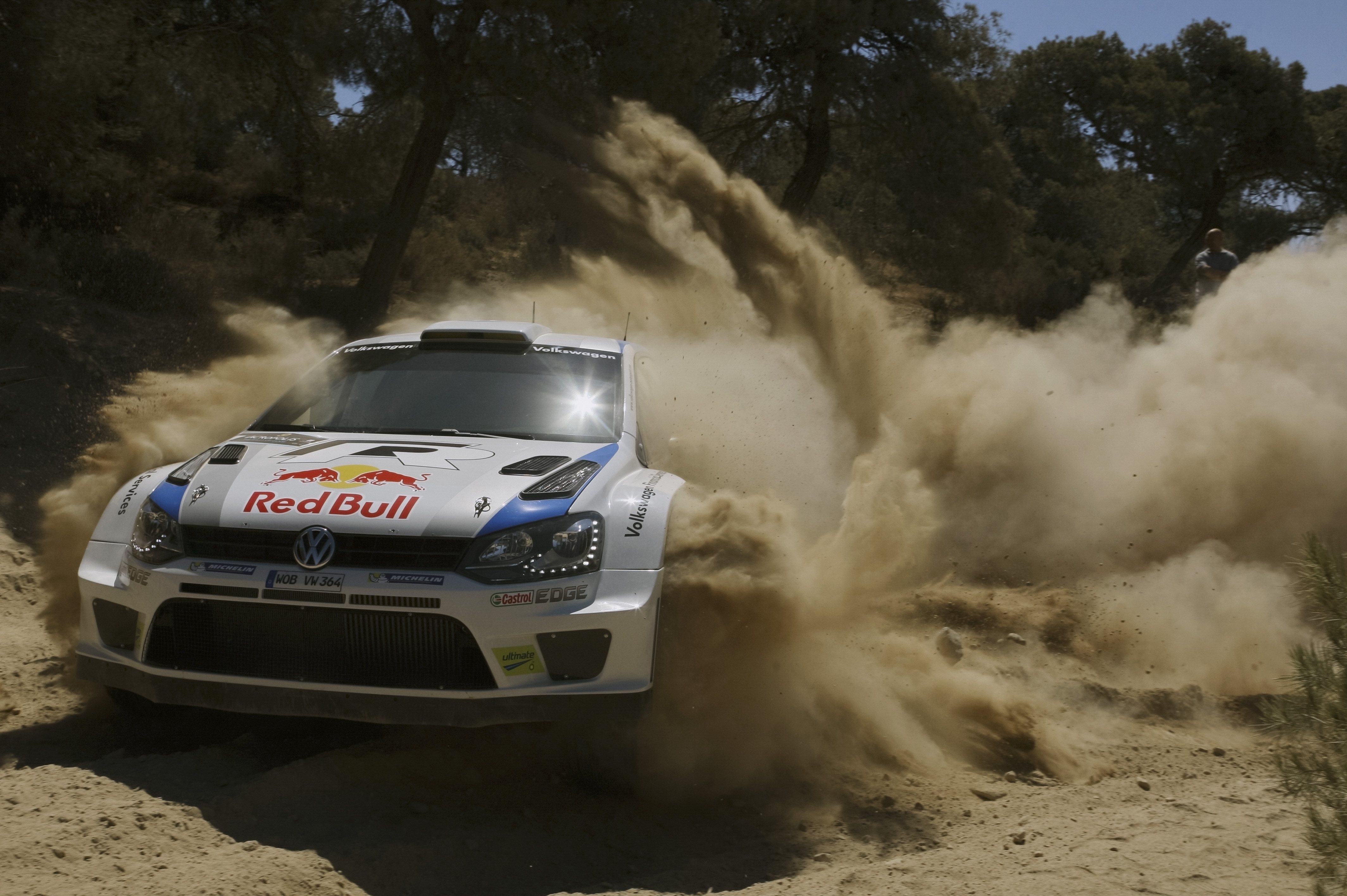
Mikkelsen actief in zijn debuutseizoen bij Volkswagen in 2013

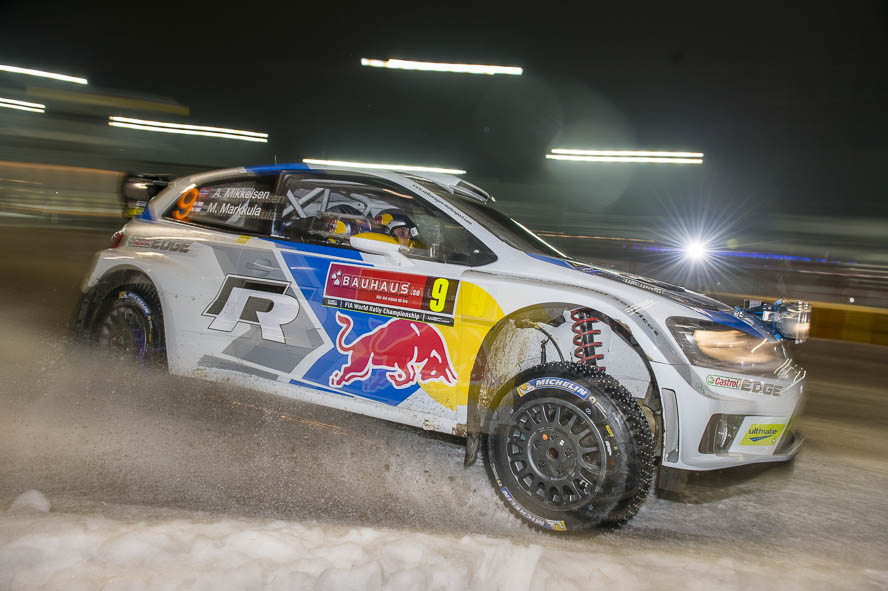
Op weg naar zijn eerste podium, in Zweden in 2014

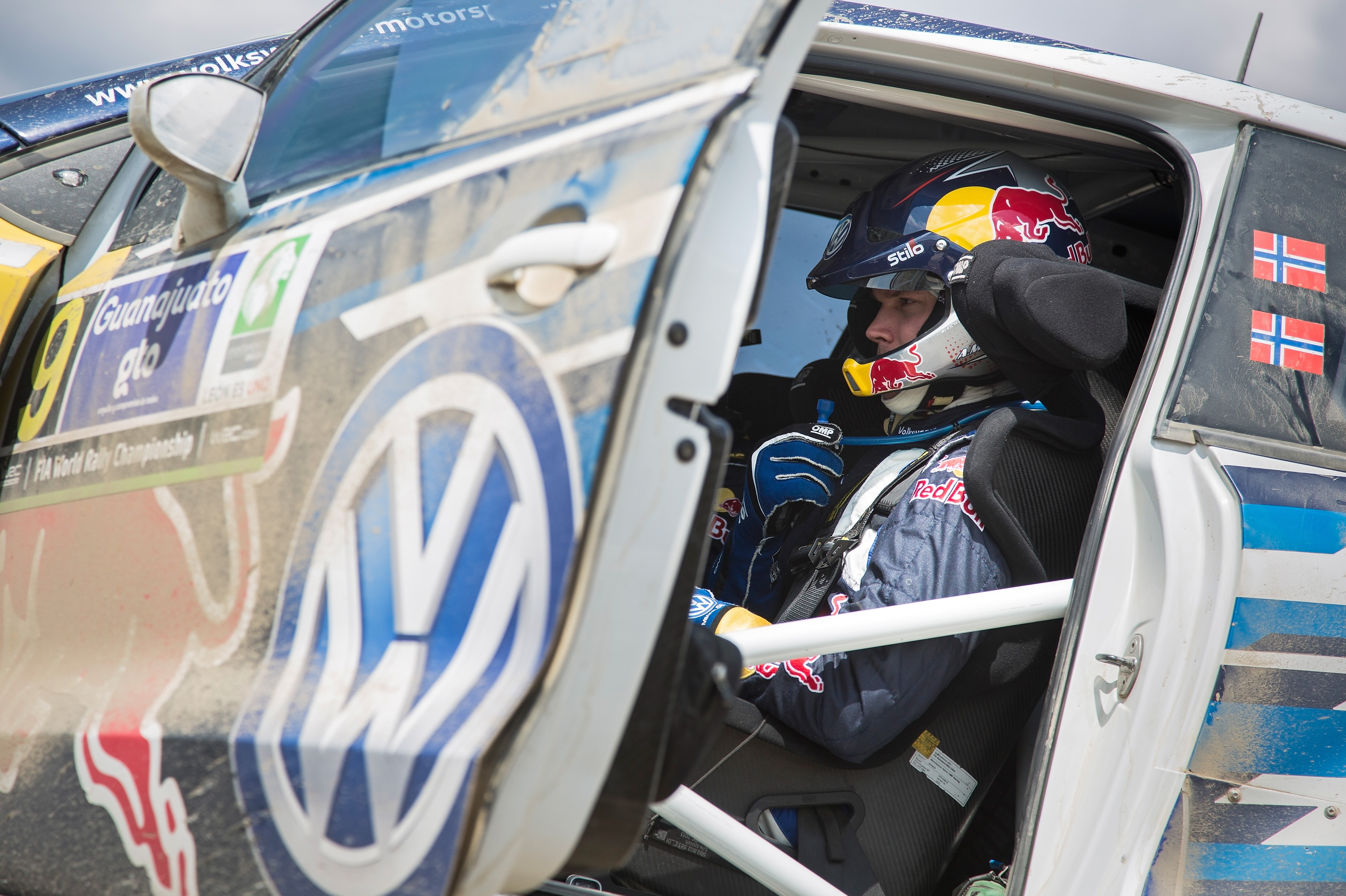
Mikkelsen zit in zijn Polo WRC tijdens de rally van Mexico in 2015

Mikkelsen is sinds 2011 betrokken bij het WK-programma van nieuwkomer Volkswagen, die op dat moment nog aan rally's deelnamen met de Fabia S2000. In 2012 reed Mikkelsen met deze auto al naar enkele top tien resultaten toe in WK-rally's, en werd uiteindelijk voor het seizoen 2013 boven Kevin Abbring verkozen als de derde rijder van de Volkswagen Polo R WRC, naast Sébastien Ogier en Jari-Matti Latvala. Mikkelsen reed dat jaar een geselecteerd programma, waarin een vierde plaats in Griekenland zijn beste resultaat werd. In 2014 zou hij in deze hoedanigheid een volledig programma afwerken in het WK en greep al vroeg in het seizoen in Zweden met een tweede plaats naar zijn eerste podium resultaat toe. Met nog een aantal top drie-klasseringen op zijn naam werd hij uiteindelijk derde in het kampioenschap. In 2015 verdubbelde hij bijna zijn podium resultaten en won als kers op de traart zijn, in Catalonië, enigszins gelukkig toen teamgenoot en klassementsaanvoerder Ogier op de laatste proef uit de rally verongelukte, waardoor Mikkelsen van zijn aanstaande tweede plaats doorschoof naar de zegepositie. Opnieuw zou hij in het kampioenschap op een derde plaats eindigen. Het seizoen 2016 bewees iets wisselvalliger voor Mikkelsen, grotendeels door een paar persoonlijke fouten die hem enkele hoge klasseringen kostte. Zijn tweede WK-overwinningen, in Polen, kwam eveneens op gelukkige wijze, nadat Ott Tänak op de voorlaatste proef lek reed en tijd verloor en zodoende Mikkelsen aan zich voorbij zag gaan. Mikkelsen sloot het seizoen daarentegen af met een welverdiende zege in Australië, waar geluk dit keer niet van toepassing was en hij teamgenoot Ogier puur op snelheid versloeg. Het zou voor hem wederom een derde plaats betekenen in het algeheel klassement.

#### 2017-heden: Citroën en Hyundai

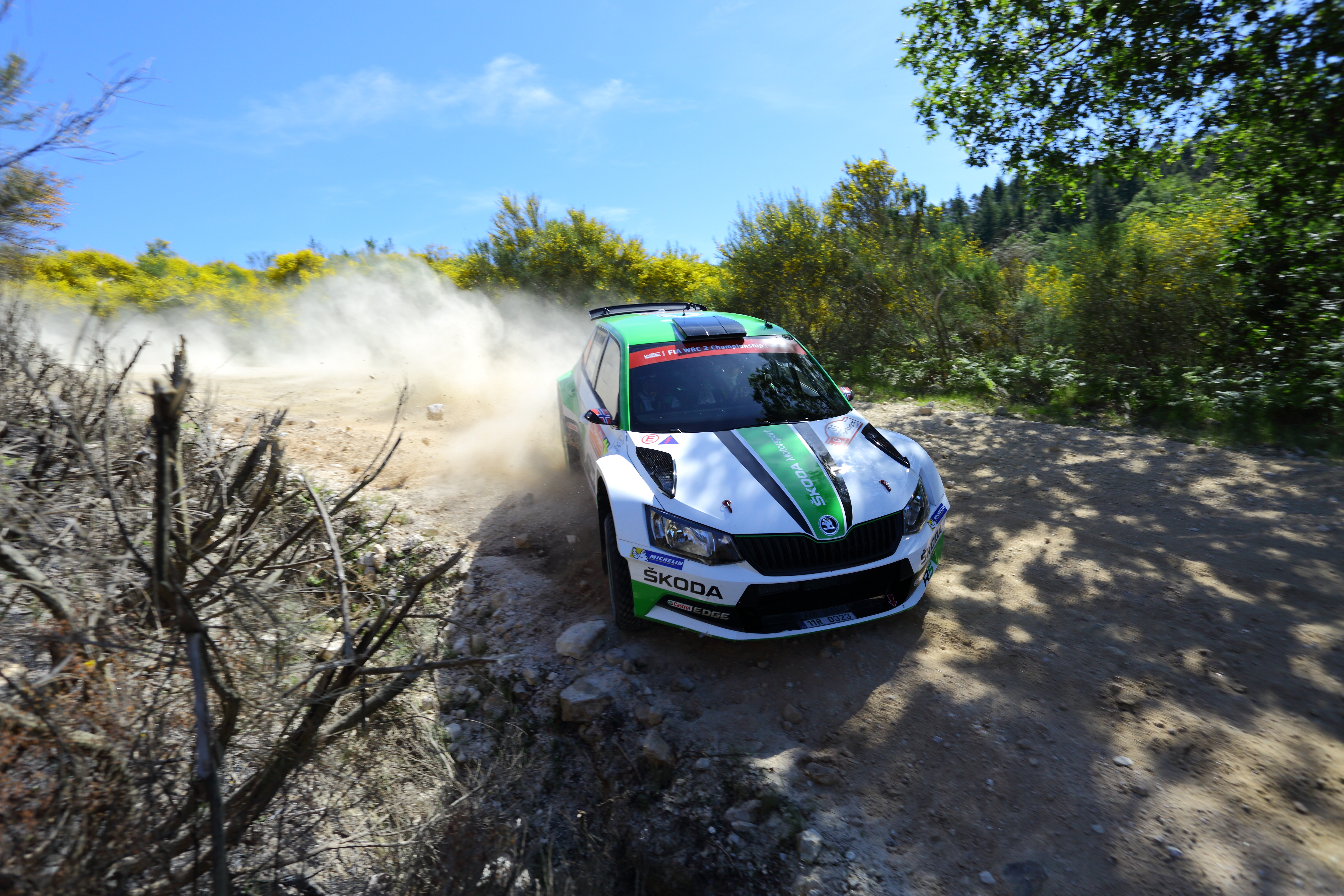
Mikkelsen actief voor Škoda tijdens de rally van Portugal in 2017

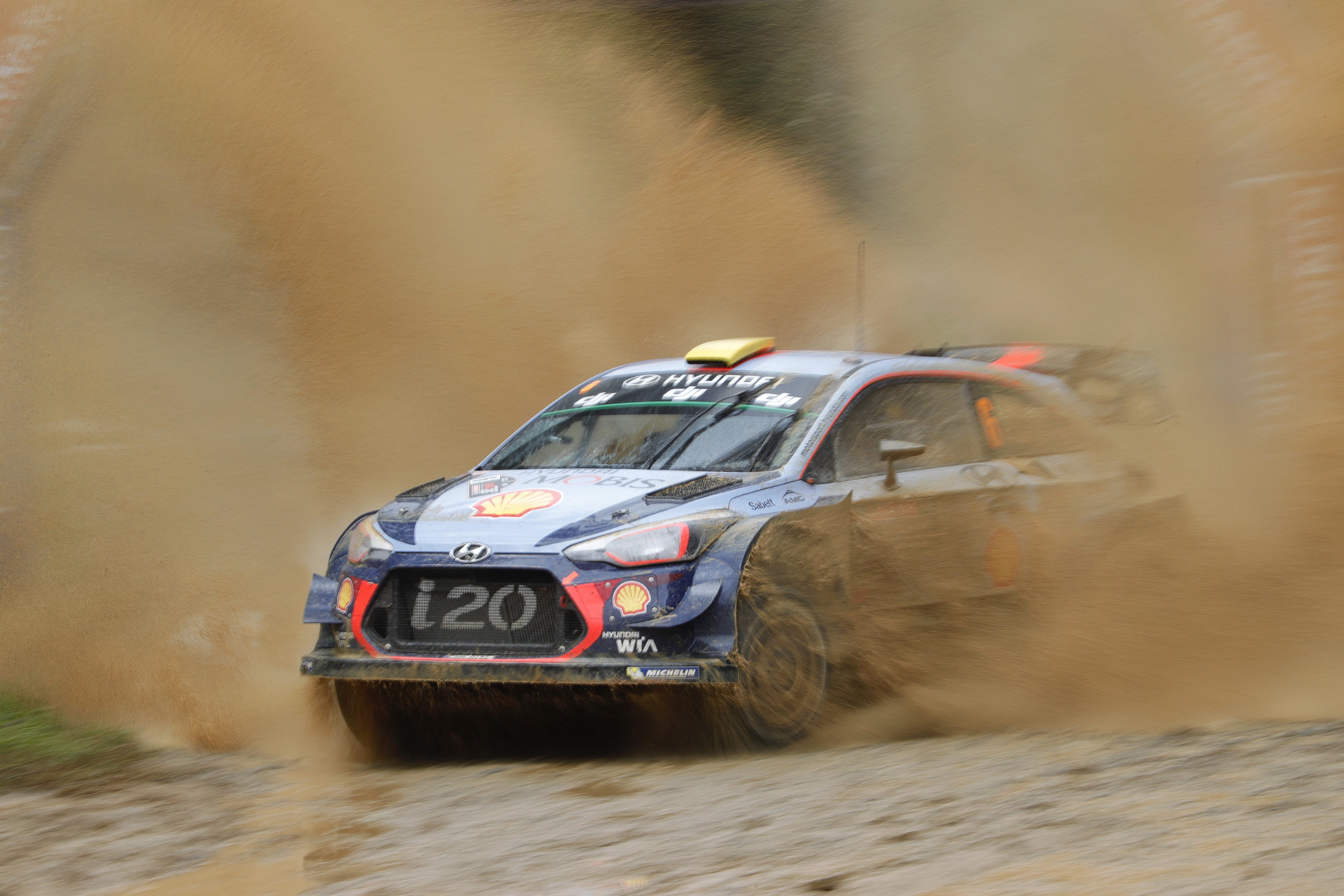
Tegen het einde van het 2017 seizoen stapte Mikkelsen in bij Hyundai

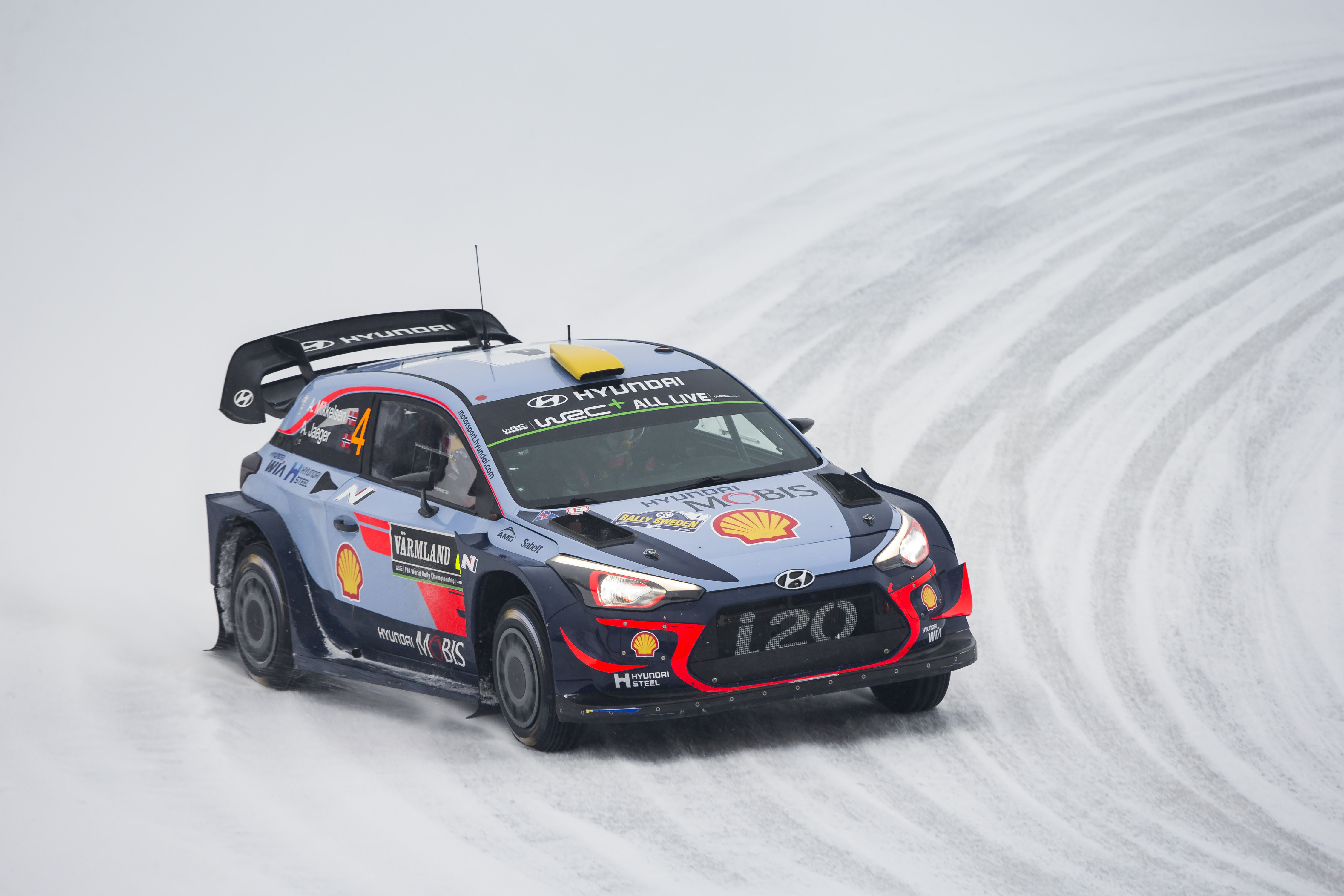
2018 bewees een teleurstellend seizoen met een derde plaats in Zweden als enige podium resultaat

Daags voor de slotronde van het kampioenschap had Volkswagen aangekondigd dat het zich na afloop van het seizoen zou terugtrekken uit het kampioenschap. Mikkelsen kwam hierdoor evenals Ogier en Latvala zonder zitje voor 2017. Waar de andere uiteindelijk wel een plek zouden vinden bleef Mikkelsen ondanks pogingen toch zonder te zitten. Wel ving hij de start van het seizoen aan in Monte Carlo, actief met een officiële Škoda Fabia R5. In Sardinië verving hij Stéphane Lefebvre in de #9 Citroën C3 WRC. Opnieuw met een gastoptreden voor Citroën greep hij op het asfalt in Duitsland naar een tweede plaats toe. Hierna tekende Mikkelsen een tweejarig contract bij het team van Hyundai en maakte zijn eerste opwachting voor het team in Catalonië.

## Complete resultaten in het wereldkampioenschap rally
| Seizoen | Inschrijving                       | Auto                   | 1       | 2       | 3       | 4       | 5       | 6       | 7       | 8       | 9      | 10     | 11     | 12      | 13      | 14    | 15    | 16      | Pos. | Punten |
| ------- | ---------------------------------- | ---------------------- | ------- | ------- | ------- | ------- | ------- | ------- | ------- | ------- | ------ | ------ | ------ | ------- | ------- | ----- | ----- | ------- | ---- | ------ |
| 2006    | Stobart VK M-Sport Ford Rally Team | Ford Focus RS WRC 04   | MON     | ZWE     | MEX     | SPA     | FRA     | ARG     | ITA     | GRI     | DUI    | NZL    | FIN    | JPN     | CYP     | TUR   | AUS   | GBR DNF | –    | 0      |
| 2007    | Stobart VK M-Sport Ford Rally Team | Ford Focus RS WRC 04   | MON     | ZWE     | NOO 10  | MEX     | POR 10  | ARG     | ITA     | GRI     |        |        |        |         |         |       |       |         | –    | 0      |
| 2007    | Ramsport                           | Ford Focus RS WRC 04   |         |         |         |         |         |         |         |         | FIN 12 | DUI 24 | NZL    | SPA 25  | FRA DNF | JPN   | IER 9 |         | –    | 0      |
| 2007    | Ramsport                           | Ford Focus RS WRC 06   |         |         |         |         |         |         |         |         |        |        |        |         |         |       |       | GBR DNF | –    | 0      |
| 2008    | Ramsport                           | Ford Focus RS WRC 06   | MON     | ZWE 5   | MEX     | ARG     | JOR     | ITA DNF | GRI     | TUR 19  | FIN 12 |        |        |         |         |       |       |         | 16   | 5      |
| 2008    | Ramsport                           | Ford Focus RS WRC 07   |         |         |         |         |         |         |         |         |        | DUI 11 | NZL    | SPA 8   | FRA 11  | JPN   | GBR   |         | 16   | 5      |
| 2009    | Andreas Mikkelsen                  | Subaru Impreza WRX STi | IER     | NOO DNF | CYP     | POR     | ARG     | ITA     | GRI     |         |        |        |        |         |         |       |       |         | –    | 0      |
| 2009    | Andreas Mikkelsen                  | Škoda Fabia WRC        |         |         |         |         |         |         |         | POL DNF | FIN    | AUS    | SPA    | GBR     |         |       |       |         | –    | 0      |
| 2010    | Andreas Mikkelsen                  | Ford Fiesta S2000      | ZWE 11  | MEX     | JOR     | TUR     | NZL     | POR     | BUL     | FIN     | DUI    | JPN    |        |         |         |       |       |         | 26   | 1      |
| 2010    | Andreas Mikkelsen                  | Škoda Fabia S2000      |         |         |         |         |         |         |         |         |        |        | FRA 18 | SPA     |         |       |       |         | 26   | 1      |
| 2010    | Czech Ford National Team           | Škoda Fabia S2000      |         |         |         |         |         |         |         |         |        |        |        |         | GBR 10  |       |       |         | 26   | 1      |
| 2011    | Volkswagen Motorsport              | Škoda Fabia S2000      | ZWE     | MEX     | POR     | JOR     | ITA     | ARG     | GRI     | FIN DNF | DUI    | AUS    | FRA    | SPA     | GBR     |       |       |         | –    | 0      |
| 2012    | Volkswagen Motorsport              | Škoda Fabia S2000      | MON     | ZWE 13  | MEX     | POR     | ARG DNF | GRI DNF | NZL     | FIN 27  | DUI 7  | GBR    | FRA 12 | ITA 7   | SPA 21  |       |       |         | 14   | 14     |
| 2013    | Volkswagen Motorsport II           | Volkswagen Polo R WRC  | MON     | ZWE     | MEX     | POR 6   | ARG 8   | GRI 4   | ITA DNF | FIN 10  | DUI    | AUS 6  | FRA 7  | SPA DNF | GBR 5   |       |       |         | 10   | 50     |
| 2014    | Volkswagen Motorsport II           | Volkswagen Polo R WRC  | MON 7   | ZWE 2   | MEX 19  | POR 4   | ARG 4   | ITA 4   | POL 2   | FIN 4   | DUI 3  | AUS 3  | FRA 2  | SPA 7   | GBR DNF |       |       |         | 3    | 150    |
| 2015    | Volkswagen Motorsport II           | Volkswagen Polo R WRC  | MON 3   | ZWE 3   | MEX 3   | ARG DNF | POR 3   | ITA 36  | POL 2   | FIN DNF | DUI 3  | AUS 4  | FRA 2  | SPA 1   | GBR 3   |       |       |         | 3    | 171    |
| 2016    | Volkswagen Motorsport II           | Volkswagen Polo R WRC  | MON 2   | ZWE 4   | MEX DNF | ARG 3   | POR 2   | ITA 13  | POL 1   | FIN 7   | DUI 4  | CHN C  | FRA 3  | SPA DNF | GBR 12  | AUS 1 |       |         | 3    | 154    |
| 2017    | Škoda Motorsport                   | Škoda Fabia R5         | MON 7   | ZWE     | MEX     | FRA 7   | ARG     | POR DNF |         |         |        |        |        |         |         |       |       |         | 12   | 54     |
| 2017    | Citroën Total Abu Dhabi WRT        | Citroën C3 WRC         |         |         |         |         |         |         | ITA 8   | POL 9   | FIN    | DUI 2  |        |         |         |       |       |         | 12   | 54     |
| 2017    | Hyundai Motorsport                 | Hyundai i20 Coupé WRC  |         |         |         |         |         |         |         |         |        |        | SPA 18 | GBR 4   | AUS 13  |       |       |         | 12   | 54     |
| 2018    | Hyundai Shell Mobis WRT            | Hyundai i20 Coupé WRC  | MON 13  | ZWE 3   | MEX 4   | FRA 7   | ARG 5   | POR 16  | ITA 18  | FIN 10  | DUI 6  | TUR 5  | GBR 6  | SPA 10  | AUS 11  |       |       |         | 6    | 84     |
| 2019*   | Hyundai Shell Mobis WRT            | Hyundai i20 Coupé WRC  | MON DNF | ZWE 4   | MEX DNF | FRA     | ARG 2   | CHL 7   | POR     | ITA 3   | FIN 4  | DUI 6  | TUR 3  | GBR 6   | SPA     | AUS   |       |         | 4    | 102    |

* Seizoen loopt nog.

#### Overwinningen
| # | Seizoen | Rally                                    | Navigator    | Auto                  |
| - | ------- | ---------------------------------------- | ------------ | --------------------- |
| 1 | 2015    | 51º Rally RACC Catalunya - Costa Daurada | Ola Fløene   | Volkswagen Polo R WRC |
| 2 | 2016    | 73th PZM Rajd Polski - Rally Poland      | Anders Jæger | Volkswagen Polo R WRC |
| 3 | 2016    | 25th Kennards Hire Rally Australia       | Anders Jæger | Volkswagen Polo R WRC |

## Overige internationale overwinningen

#### Intercontinental Rally Challenge
| Seizoen | Rally                        | Navigator  | Auto              |
| ------- | ---------------------------- | ---------- | ----------------- |
| 2011    | 3rd RACMSA Rally of Scotland | Ola Fløene | Škoda Fabia S2000 |
| 2011    | 40th Cyprus Rally            | Ola Fløene | Škoda Fabia S2000 |
| 2012    | 47º SATA Rallye Açores       | Ola Fløene | Škoda Fabia S2000 |
| 2012    | 12th Sibiului Rally Romania  | Ola Fløene | Škoda Fabia S2000 |